# Coripe
Coripe je španělská obec v provincii Sevilla v autonomním společenství Andalusie. Žije zde přibližně 1 200 obyvatel.

## Poloha obce
Obec leží na jihu provincie Sevilla u hranic s provincií Cádiz. Sousední obce jsou: Algodonales (Cádiz), Morón de la Frontera, Olvera  (Cádiz), a Puerto Serrano (Cádiz).